# 卡梅內弗灣
69°55′S 9°30′E / 69.917°S 9.500°E
卡梅內弗灣，是南極洲的海灣，位於毛德皇后地的阿斯特里德公主海岸，寬50公里，由挪威探險隊拍攝空中照片，現時由南極條約體系管理。